# Narol
Narol là một thị trấn thuộc huyện Lubaczowski, tỉnh Podkarpackie ở đông-nam Ba Lan. Thị trấn có diện tích 12 km². Đến ngày 1 tháng 1 năm 2011, dân số của thị trấn là 2069 người và mật độ 167 người/km².